# Viduša
Viduša je naseljeno mjesto u općini Kakanj, Federacija Bosne i Hercegovine, BiH.

## Stanovništvo

### 1991.
Nacionalni sastav stanovništva 1991. godine, bio je sljedeći:
ukupno: 90
- Srbi - 59
- Muslimani - 31

### 2013.
Nacionalni sastav stanovništva 2013. godine, bio je sljedeći:
ukupno: 9
- Bošnjaci - 9